# Loxosceles puortoi
Loxosceles puortoi är en spindelart som beskrevs av Martins, Knysak och Rogerio Bertani 2002. Loxosceles puortoi ingår i släktet Loxosceles och familjen Sicariidae. Inga underarter finns listade i Catalogue of Life.